# Les Cabannes (Tarn)
Les Cabannes è un comune francese di 357 abitanti situato nel dipartimento del Tarn nella regione dell'Occitania.

## Società

### Evoluzione demografica
Abitanti censiti